# De Poolse bruid
De Poolse bruid is een Nederlandse film uit 1998 van Karim Traïdia, gemaakt in het kader van Route 2000. De film heeft als internationale titel The Polish bride. De film gaat niet alleen over de liefde, maar is ook een lofzang op het Groningse Hogeland. Dat laatste wordt versterkt door de muziek van Ede Staal. Karims broer Hakim Traïdia speelt een rolletje als postbode. In 2019 is een toneelversie gemaakt.

## Verhaal
De Poolse vrouw Anna (Hendrickx) weet op het Groningse platteland aan haar Nederlandse pooiers (Falkenhagen en Ragas) te ontkomen en vlucht naar de boerderij van de vrijgezelle boer Henk (Spijkers). Hij stelt geen vragen en vangt haar op. Ze helpt mee in de huishouding en leert Nederlands. Juist als er tussen hen toenadering ontstaat komen de pooiers haar weer halen.

## Rolverdeling
| Acteur           | Personage          |
| ---------------- | ------------------ |
| Monic Hendrickx  | Anna Krzyzanowska  |
| Jaap Spijkers    | Henk Woldering     |
| Roef Ragas       | Zoon van de pooier |
| Rudi Falkenhagen | Pooier             |
| Hakim Traïdia    | Postbode           |
| Soraya Traïdia   | Krystyna           |

## Achtergrond
In deze film wordt weinig gesproken. Zowel vanwege het onvermogen van de Poolse vrouw, die amper Nederlands spreekt, als ook door het zwijgzame karakter van haar tegenspeler, de vrijgezelle boer.
De film maakt deel uit van een serie van vier low budget-films. Er waren maar twintig draaidagen voorzien. Toen Traidia het scenario wijzigde om zich meer op het ontwikkelen van de relatie tussen de twee hoofdrolspelers te concentreren, werd op verzoek van scenarioschrijver Kees van der Hulst in de aftiteling vermeld dat de auteur van het scenario zich distantieerde van de bewerking van het scenario door de regisseur.
De film is daadwerkelijk opgenomen op een boerderij in het Hogeland, tussen Ulrum en Kloosterburen, in De Hucht. Ook de scènes in ‘de stad’ zijn in Groningen opgenomen. In de film wordt het nummer 't Hogelaand van de Groninger zanger Ede Staal gebruikt. 

## Prijzen
De film won een Gouden Kalf voor beste film op het Nederlandse film festival 1998. Hij werd genomineerd voor een Golden Globe maar won die net niet. Wel werd de film aan 50 verschillende landen verkocht en won het verschillende prijzen, waaronder een Gouden Kalf voor beste actrice en een Gouden Kalf voor beste regie op het Nederlands Film Festival en Le Grand Rails d'Or op het filmfestival in Cannes.
Anno 2006 werd hij in Australië door Peter Duncan opnieuw verfilmd, ditmaal onder de titel Unfinished Sky (werktitel:The Afghan Bride), met wederom Hendrickx in de vrouwelijke hoofdrol. De boer wordt in deze versie gespeeld door William McInnes. Voor haar rol in Unfinished Sky kreeg Monic Hendrickx een Inside Film Award op het filmfestival in Gold Coast in Australië.

## Toneel
In 2019 is een toneelversie van  De Poolse bruid opgevoerd in de Groninger  Boerderij de Haver (Onderdendam), door toneelgroep ECHO, samen met het Noord Nederlands Toneel.  Het script was van Jibbe Willems en de regie van Lies van de Wiel. Spelers waren  Lotte Dunselman en Paul van der Laan;  muzikanten Bert Hadders en Joost Dijkema.